# Наке Георгиев
Наке Георгиев (на македонска литературна норма: Наке Георгиев) е виден юрист от Северна Македония.

## Биография
Роден е на 13 юни 1963 година в Струмица. Завършва право в Юридическия факултет на Битолския университет в 1987 година и започва работа в Природно лекувалище и медицинска рехабилитация в Баня Банско. Полага правосъден изпит в 1990 година. На 24 септември 1997 година е избран за съдия в Основния съд в Струмица, а на 15 юни 2004 година е избран за съдия в Апелативния съд в Щип. На 23 ноември 2017 година е избран за председател на Съда. Работи в областта на гражданското право.
На 20 май 2008 година е избрата за съдия в Апелтивния съд в Скопие, където работи в Търговския отдел.
На 7 февруари 2020 година Съдебният съвет на Република Македония го избира за съдия във Върховния съд на Република Македония.